# 李仁 (三國)
李仁（？—？），三国孙吴末年大臣。
李仁官至侍中。西晋灭吴后，晋朝侍中庾峻等人问李仁：“听说吴主孙皓扒人脸皮，砍人腿脚，有这事情吗？”李仁说：“把这话告诉您的人是弄错了。君子讨厌身居下位的人，天下的恶事都归咎到他一个人。这件事，如果真有，也不足为怪。当年唐尧、虞舜五刑，夏商周三代七辟，肉刑的制度，没有人认为酷虐。孙皓为一国之主，秉杀生之权，罪犯犯法，加以惩罚，为什么多加怪罪！被尧诛杀的人不能没有怨狠，被桀赏赐的人不能没有对桀的景仰，这是人情。”庾峻又问：“听说孙皓讨厌人横睛逆视，将这些人挖眼睛，有这事情吗？”李仁说：“也没有此事，传说的人错了。臣子“横睛逆视”君主，本来就是犯罪，要受到惩罚。”李仁的回答合理，庾峻等人都认为他说得对。